# Mineralienatlas
Mineralienatlas (oder auch Fossilienatlas genannt) ist eine deutschsprachige, nichtkommerzielle Plattform für Mineralien- und Fossiliensammler. 

## Geschichte
Der Mineralienatlas wurde von Stefan Schorn 1999 gegründet. In erster Linie war die Seite eine private Präsenz, um Mineralien zu zeigen und um über sein Hobby zu berichten. Daraus entwickelte sich mit der Zeit der Mineralienatlas. Dazu wurden z. B. ein Wiki und ein Forum installiert, die Community des Mineralienatlas entwickelt, des Weiteren auch das Wiki verbessert, so wurden z. B. ein Bilderplugin und viele andere Komponenten implementiert.
Seit Dezember 2022 ist der Mineralienatlas ein Projekt der Geolitho Stiftung gGmbH.

## Wiki
Das Wiki des Mineralienatlas beinhaltet über 380.000 Seiten rund um das Thema Mineralien, Gesteine, Fossilien und Fundstellen. Damit ist es die größte Plattform zu diesem Thema im deutschsprachigen Raum. Gepflegt wird das Wiki von einer Community mit über 8000 Mitgliedern (Stand 2023). Die Arbeit von einem Team aus Moderatoren koordiniert.

## Finanzierung
Das Projekt ist nicht kommerziell und finanziert sich ausschließlich aus Spenden und Sponsorengeldern.

## Werke
- Mineralienportraits Band 1 (160 Seiten)
- Mineralienportraits Band 2 (162 Seiten)
- Mineralienatlas DVD

Die Bände Mineralienportraits 3–4 sind noch in Arbeit. Die Mineralienportraits haben die ISSN 1864-0230. Die Bände können auch online eingesehen werden. Die Gewinne aus diesen Projekten dienen ausschließlich der Kostendeckung und der Finanzierung der Plattform.

## Öffentlichkeitswirkung
Der Mineralienatlas wurde vom m.w.VERLAG im Buch Web-Adressbuch für Deutschland 2004 und seither in allen Folgeausgaben zu den wichtigsten 6000 Webseiten gezählt.
Beim T-Online- und Giga-TV-Homepageaward gewann der Mineralienatlas den 3. Platz.